# Graciliscincus shonae
Graciliscincus shonae är en ödleart som beskrevs av  Ross A. Sadlier 1987. Graciliscincus shonae ingår i släktet Graciliscincus och familjen skinkar. IUCN kategoriserar arten globalt som sårbar. Inga underarter finns listade i Catalogue of Life.